# Yuxin (köpinghuvudort i Kina, Zhejiang Sheng, lat 30,67, long 120,79)
Yuxin är en köpinghuvudort i Kina. Den ligger i provinsen Zhejiang, i den östra delen av landet, omkring 76 kilometer nordost om provinshuvudstaden Hangzhou. Antalet invånare är 52 366. Befolkningen består av 25 737 kvinnor och 26 629 män. Barn under 15 år utgör 12,0 %, vuxna 15-64 år 76 %, och äldre över 65 år 11,0 %.
Runt Yuxin är det tätbefolkat, med 550 invånare per kvadratkilometer. Närmaste större samhälle är Jiaxing, 10,0 km norr om Yuxin. Trakten runt Yuxin består till största delen av jordbruksmark.
Genomsnittlig årsnederbörd är 1 712 millimeter. Den regnigaste månaden är juni, med i genomsnitt 277 mm nederbörd, och den torraste är november, med 65 mm nederbörd.